# Jerônimo
Jerônimo, właśc. Jerônimo Teixeira dos Santos (ur. 28 lipca 1930 w Rio de Janeiro) − piłkarz brazylijski, występujący na pozycji napastnika.

## Kariera klubowa
Jerônimo występował we Fluminense FC i SC Internacional. Z Fluminense zdobył mistrzostwo stanu Rio de Janeiro – Campeonato Carioca w 1951 roku.

## Kariera reprezentacyjna
W 1956 roku Jerônimo został powołany do reprezentacji Brazylii na Mistrzostwa Panamerykańskich, które Brazylia wygrała. Na turnieju w Meksyku był rezerwowym i nie wystąpił w żadnym meczu. Nigdy nie zdołał zadebiutować w reprezentacji.